# Tituboea carmelica
Tituboea carmelica es una especie de insecto coleóptero de la familia Chrysomelidae.
Fue descrita científicamente en 2001 por Lopatin & Chikatunov.